# Sad but True
«Sad but True» (с англ. — «Печально, но правда») — песня американской метал-группы Metallica. Является последним синглом из их пятого, одноименного альбома Metallica.

## Список композиций

### В Нидерландах
1. «Sad but True» (Джеймс Хэтфилд, Ларс Ульрих) — 5:27
2. «Harvester of Sorrow (Live)» (Джеймс Хэтфилд/Ларс Ульрих) — 6:43
3. «So What» (Ник Калмер, Крис Эксел, Клив Блек) — 3:09

### В Великобритании (версия 1)
1. «Sad but True» (Хэтфилд/Ульрих) — 5:27
2. «Nothing Else Matters (Elevator Version)» (Хэтфилд/Ульрих) — 6:31
3. «Creeping Death (Live)» (Кирк Хэммет, Хэтфилд, Клифф Бёртон, Ульрих) — 8:01
4. «Sad but True (Демо)» (Хэтфилд/Ульрих) — 4:53

### В Великобритании (версия 2)
1. «Sad but True» (Хэтфилд/Ульрих)
2. «Nothing Else Matters (Live)» (Хэтфилд/Ульрих)
3. «Sad but True (Live)» (Хэтфилд/Ульрих)

### В США
1. «Sad but True» (Хэтфилд/Ульрих)
2. «So What» (Ник Калмер, Крис Эксел, Клив Блек, Хэтфилд, Ульрих)

## Персоналии

### Участники
1. Джеймс Хэтфилд — вокал, ритм-гитара
2. Кирк Хэммет — соло-гитара
3. Джейсон Ньюстед — бас-гитара, бэк-вокал
4. Ларс Ульрих — ударные

### Продюсеры
1. Боб Рок
2. Джеймс Хэтфилд
3. Ларс Ульрих

## Чарты

### Недельные чарты
| Чарт(1993)                               | Позиция |
| ---------------------------------------- | ------- |
| Австралия (ARIA)                         | 48      |
| Бельгия/Фландрия (Ultratop 50)           | 50      |
| Finland (Suomen virallinen lista)        | 1       |
| Германия (GfK)                           | 42      |
| Ireland (IRMA)                           | 13      |
| Нидерланды (Dutch Top 40)                | 17      |
| Новая Зеландия (Recorded Music NZ)       | 42      |
| Норвегия (VG-lista)                      | 5       |
| Швеция (Sverigetopplistan)               | 31      |
| UK Singles (The Official Charts Company) | 20      |
| U.S. Billboard Hot 100                   | 98      |
| U.S. Mainstream Rock Tracks (Billboard)  | 15      |

## Кавер-версии
- В 2020 году монгольская фолк-рок группа The HU выпустила кавер на песню, исполненный на монгольском языке с использованием традиционных национальных музыкальных инструментов[9].